# Бадендорф
Бадендорф (нем. Badendorf) — община в Германии, в земле Шлезвиг-Гольштейн. 
Входит в состав района Штормарн. Подчиняется управлению Нордстормарн.  Население составляет 766 человек (на 31 декабря 2010 года). Занимает площадь 6,11 км².